# Dušan Chlapík
Dušan Chlapík (* 22. února 1940, Svrčinovec) je bývalý slovenský fotbalista, záložník.

## Fotbalová kariéra
V československé lize hrál za Jednotu Trenčín a ZVL Žilina. Nastoupil v 89 ligových utkáních a dal 3 ligové góly. Ze Žiliny přestoupil do Spartaku Martin.

## Ligová bilance
| Ročník                                     | Zápasy | Góly | Klub            |
| ------------------------------------------ | ------ | ---- | --------------- |
| 1. československá fotbalová liga 1962/1963 | 18     | 0    | Jednota Trenčín |
| 1. československá fotbalová liga 1963/1964 | 13     | 1    | Jednota Trenčín |
| 1. československá fotbalová liga 1966/1967 | 25     | 0    | ZVL Žilina      |
| 1. československá fotbalová liga 1967/1968 | 22     | 2    | ZVL Žilina      |
| 1. československá fotbalová liga 1968/1969 | 11     | 0    | ZVL Žilina      |
| CELKEM                                     | 89     | 3    |                 |